# Sciaphilomastax clarki
Sciaphilomastax clarki är en insektsart som beskrevs av Marius Descamps 1979. Sciaphilomastax clarki ingår i släktet Sciaphilomastax och familjen Eumastacidae. Inga underarter finns listade i Catalogue of Life.